# اخلاق فناوری
اخلاق فناوری زیرمجموعه ای از اخلاق است که به سوالات اخلاقی مربوط به عصر فناوری، تغییر در جامعه که در آن رایانه‌های شخصی و دستگاه‌های جدید معرفی شده‌اند، تا راهی آسان و سریع برای انتقال اطلاعات به کاربران ارائه کند. اخلاق در فناوری طی سالهای اخیر و با پیشرفت تکنولوژی متحول شده‌است.
وقتی به مسائل اخلاقی فکر می‌شود، معمولاً به فناوری فکر نمی‌شود. تکنولوژی یک معضل اخلاقی را برای تولیدکنندگان و مصرف‌کنندگان به‌طور یکسان ایجاد می‌کند. موضوع فنون فنی یا پیامدهای اخلاقی فناوری توسط فلاسفه مختلفی مانند هانس جوناس و ماریو بانژ مورد مطالعه قرار گرفته‌است.
این مطلب به بررسی آنچه فناوری اخلاقی می‌باشد و انواع مختلف فناوری اخلاقی در حوزه‌های کاربردی، تحولات اخیر و آینده و ملاحظات آینده فناوری اخلاقی، تاریخچه فناوری اخلاقی، چالش‌های اخلاقی عمومی، تاریخچه فناوری اخلاقی، مباحث فنی اخلاقی، می‌پردازد. در این مطلب انواع فنلوری روز در جامعه ما می‌باشند و مورد استفاده قرار می‌گیرند. مفاهیم اخلاقی هر یک از این فناوری‌ها را مورد بحث قرار داده می‌شود.

## اخلاق فنی
اخلاق فنی (انگلیسی: TE: Technoethics) یک منطقه تحقیقاتی میان رشته‌ای است که از نظریه‌ها و روش‌های حوزه‌های مختلف دانش (مطالعات فناوری، ارتباطات، اطلاعات اجتماعی اخلاق و فلسفه) استفاده می‌کند تا با ارائه بینش‌هایی در مورد ابعاد اخلاقی سیستم‌ها و روش‌های فناوری برای پیشرفت یک جامعه فناوری
فناوری و اخلاق را به عنوان شریک‌های اجتماعی در نظر می‌گیرند و بر کشف کاربردهای اخلاقی فناوری، محافظت در برابر سوءاستفاده از فناوری و ابداع اصول جهت هدایت پیشرفت‌های جدید در توسعه فناوری و کاربرد در جهت منافع جامعه متمرکز است. به‌طور معمول، دانشمندان در کارهای اخلاقی گرایش به مفهوم سازی فناوری و اخلاق را دارند که به عنوان یک ارتباط پیوسته و در زندگی و جامعه قرار گرفته‌است. اخلاق فنی نشان دهنده طیف گسترده‌ای از مسائل اخلاقی است که حول فناوری می‌چرخند - از زمینه‌های خاص متمرکز بر متخصصانی که با فناوری کار می‌کنند تا مسائل اجتماعی، اخلاقی و حقوقی گسترده‌تر در مورد نقش فناوری در جامعه و زندگی روزمره.
دیدهای فنی اخلاقی به‌طور دائم در حال تغییر هستند زیرا فناوری در مناطقی که توسط سازندگان دیده نمی‌شود و کاربران استفاده‌های مورد نظر از فناوری‌های روز را تغییر می‌دهند، پیشرفته می‌شوند. انسان توانایی این را ندارد که از این فناوری‌ها جدا شود زیرا این یک از آگاهی است. ملاحظات اخلاقی کوتاه مدت و بلند مدت برای فناوری‌ها، خالق، تولیدکننده، کاربر و دولت‌ها را درگیر می‌کند.
با پیشرفت هر روزه فناوری، مسائل اخلاق فنی جدیدی مطرح می‌شود. برا نمونه، بحث در مورد ارگانیسم‌های اصلاح شده ژنتیکی (GMO) باعث به وجود آمدن نگرانی بسیاری در مورد فناوری، اخلاق و ایمنی شده‌است. همچنین یک سؤال بزرگ به وجود می‌آید که آیا به هوش مصنوعی (AI) باید اعتماد کرد؟ اینها نمونه‌هایی از چگونگی تأثیر پیشرفت فناوری بر ارزشهای اخلاقی انسانها در آینده است.

## تعاریف
- اخلاق به موضوعاتی که «درست»، «عادلانه» و «عادلانه» است پرداخته‌است.[۴] اخلاق اصول اخلاقی تأثیرگذار بر رفتار را توصیف می‌کند. بر این اساس، مطالعه اخلاق بر عملکردها و ارزشهای افراد جامعه متمرکز است (آنچه مردم انجام می‌دهند و اینکه چگونه معتقدند باید در دنیا عمل کنند).[۵]
- فناوری شاخه ای از دانش است که به ایجاد و استفاده از ابزارهای فنی و ارتباط متقابل آنها با زندگی، جامعه و محیط می‌پردازد. ممکن است زمینه‌های مختلفی را شامل شود، از جمله هنرهای صنعتی، مهندسی، علمی کاربردی و علوم خالص.[۶] فناوری «هسته اصلی توسعه انسانی و کانون اصلی درک زندگی انسان، جامعه و آگاهی انسان است.»

با استفاده از نظریه‌ها و روش‌ها از چندین حوزه، اخلاق فنی بینش‌هایی در مورد جنبه‌های اخلاقی سیستم‌ها و روش‌های فناوری فراهم می‌کند، سیاست‌های اجتماعی و مداخلات مربوط به فناوری را بررسی می‌کند و رهنمودهایی را برای چگونگی استفاده اخلاقی از پیشرفت‌های جدید در فناوری ارائه می‌دهد. اخلاق فناوری تحقیق در زمینه فعالیت یک نظریه و روش سیستم را برای هدایت انواع زمینه‌های جداگانه و اخلاق انسانی-فناوری فراهم می‌کند. علاوه بر این، این رشته فلسفه‌های فن متمرکز و زیست محور را متحد می‌کند، "زمینه مفهومی برای روشن کردن نقش فناوری برای کسانی که تحت تأثیر آن هستند و کمک به راهنمایی حل مسئله اخلاقی و تصمیم‌گیری در زمینه‌های فعالیتی که به فناوری متکی هستند." فنون اخلاقی به عنوان یک زمینه بیو تکنو، "هم جهت‌گیری فناوری و هم فعالیت انسانی دارد". این "سیستم مرجع اخلاقی را ارائه می‌دهد که آن بعد عمیق از فناوری را بعنوان یک عنصر اصلی در دستیابی به کمال "انسان توجیه می‌شود."

## مشکلات اساسی
فناوری ابزاری مانند دستگاه یا ابزار می‌باشد. با داشتن این فرایند فکری فناوری فقط یک دستگاه یا ابزار، امکان داشتن کیفیت اخلاقی یا اخلاقی برای فناوری وجود ندارد. با توجه به این فکر، سازنده یا کاربر نهایی که تصمیم می‌گیرد اخلاقی بودن دستگاه یا ابزار را مشخص کند. «اخلاق فناوری» به دو زیر مجموعه اساسی اشاره می‌کند: -
- اخلاقیات درگیر در توسعه فناوری جدید - خواه ابداع و اجرای نوآوری فناوری همیشه، هرگز یا از لحاظ زمینه درست یا غلط باشد.
- س questionsالات اخلاقی که با روشهایی که فناوری قدرت افراد را افزایش می‌دهد یا محدود می‌کند، تشدید می‌شود - چگونه سوالات اخلاقی استاندارد توسط قدرتهای جدید تغییر می‌یابد.

در مورد اول، اخلاق در مواردی مانند امنیت رایانه و ویروس‌های رایانه ای این سؤال را مطرح می‌کند که آیا عمل نوآوری از نظر اخلاقی عملی درست است یا غلط؟ به همین ترتیب، آیا دانشمندی وظیفه اخلاقی در تولید یا عدم تولید سلاح هسته ای دارد؟ س سوالات اخلاقی پیرامون تولید فناوری‌هایی که انرژی و منابع را هدر می‌دهند یا باعث صرفه جویی می‌شوند، چیست؟ سوالات اخلاقی پیرامون تولید فرایندهای جدید تولید که ممکن است اشتغال را مهار کنند یا رنجهایی را در جهان سوم تحمیل کنند چیست؟
امروزه، اخلاق فناوری به سرعت در اخلاق تلاش‌های مختلف انسانی تقسیم می‌شود، زیرا توسط فناوری‌های جدید تغییر می‌یابد. به عنوان مثال، اخلاق زیستی در حال حاضر به میزان زیادی با س سوالات مصرف شده‌است که توسط فناوری‌های جدید حفظ زندگی، فناوری‌های جدید شبیه‌سازی و فناوری‌های جدید برای کاشت، تشدید شده‌است. در قانون، با ظهور اشکال جدیدی از نظارت و گمنامی، حق حریم شخصی به‌طور مداوم کاهش می‌یابد. به سوالات اخلاقی قدیمی حریم خصوصی و آزادی بیان در عصر اینترنت شکل و اضطراری تازه داده می‌شود. دستگاه‌های ردیابی مانند RFID، تجزیه و تحلیل و شناسایی بیومتریک ، غربالگری ژنتیکی، همه سوالات اخلاقی قدیمی را می‌گیرند و اهمیت آنها را تقویت می‌کنند. همان‌طور که می‌بینید، مشکل اساسی این است که جامعه فناوری تولید و پیشرفت می‌کند که ما در همه زمینه‌های زندگی خود از کار، مدرسه، دارو، نظارت و غیره استفاده می‌کنیم و مزایای زیادی می‌گیریم، اما این مزایا هزینه‌های اساسی دارد. با پیشرفت فناوری، برخی از نوآوری‌های فناوری را می‌توان غیرانسانی دانست و همان ابتکارات فناوری را دیگران خلاق، تغییر دهنده زندگی و نوآورانه دانست.

## تاریخچه فنون فنی
پیامدهای اخلاقی فناوری‌های جدید از زمان حمله سقراط به نوشتن در گفتگوهای افلاطون وجود داشته‌است، اما <i id="mwWA">فدرو</i> ، حوزه رسمی فناوری فنی فقط برای چند دهه وجود داشته‌است. اولین ردپای اخلاق فناوری را می‌توان در عمل گرایی دیویی و پیرس مشاهده کرد. با ظهور انقلاب صنعتی، به راحتی می‌شد فهمید که پیشرفت‌های فناوری بر فعالیت‌های انسانی تأثیر می‌گذارد. به همین دلیل است که آنها بر استفاده مسئولانه از فناوری تأکید می‌کنند.
"فنون اخلاقی" در سال ۱۹۷۷ توسط ماریو بانژ فیلسوف برای اعلام مسئولیت‌های فناوران و دانشمندان در زمینه توسعه اخلاق به عنوان شاخه ای از فناوری ابداع شد. استدلال که وضعیت فعلی پیشرفت تکنولوژی بر اساس شواهد تجربی محدود و یادگیری تست و خطا بر اساس اقدامات غیرمنطقی هدایت می‌شود. وی اعلام می‌کرد که "این تکنسین باید از نظر فنی و از نظر اخلاقی نیز مسئول هرگونه طراحی آن باشد: نه تنها باید وی از نظر بهینه کارایی داشته باشند بلکه به دور از مضر بودن، باید سودمند باشند و نه تنها در کوتاه مدت بلکه در طولانی مدت. " یک نیاز مهم در جامعه برای ایجاد زمینه ای نو به نام "تکنو اخلاقی" را کشف می‌کردند تا بتواند قواعد منطقی برای هدایت علم و پیشرفت فناوری را کشف کند.
با جهش در پیشرفت‌های فناوری، تحقیق فناوری به وجود آمد. دیدگاه‌های جامعه در مورد فناوری در حال تغییر بود. مردم انتقاد بیشتری نسبت به تحولات رخ داده داشتند و دانشمندان بر لزوم درک و نگاه عمیق‌تر و مطالعه نوآوری‌ها تأکید می‌کردند. انجمن‌ها دانشمندان از رشته‌های مختلف را برای بررسی جنبه‌های مختلف فناوری متحد می‌کردند. رشته‌های اصلی فلسفه، علوم اجتماعی و مطالعات علوم و فناوری (STS) است. اگرچه بسیاری از فناوری‌ها از قبل بر اخلاق متمرکز بودند، علی‌رغم پتانسیل درهم آمیختگی و تقویت اطلاعات، هر یک از رشته‌های فناوری جدا شدند. هرچه فناوری‌ها در هر رشته به‌طور فزاینده ای توسعه می‌یابند، پیامدهای اخلاقی آنها به موازات پیشرفت آنها، و پیچیده‌تر می‌شوند. هر شاخه سرانجام تحت اصطلاح تکنو اخلاقی متحد شد، به طوری که می‌توان همه حوزه‌های فناوری را بر اساس مثالهایی، در دنیای واقعی و انواع دانش، و نه فقط دانش خاص رشته، مورد مطالعه و تحقیق قرار داد.

## فناوری و اخلاق

### نظریه‌های اخلاق
اخلاق فنی شامل جنبه‌های اخلاقی فناوری در جامعه ای است که توسط فناوری شکل می‌گیرد. این سؤال اجتماعی و اخلاقی در مورد پیشرفت‌های جدید فناوری و فرصت‌های عبور از مرز جدید را به وجود می‌آورد. قبل از شروع به جلو و تلاش برای پرداختن به هر سؤال و نگرانی اخلاقی، بازنگری در سه نظریه مهم اخلاقی برای توسعه بنیادی چشم‌انداز مهم است.
- فایده گرایی (بنتام) نظریه ای اخلاقی است که سعی در به حداکثر رساندن شادی و کاهش رنج بیشترین افراد دارد. فایده گرایی بیش از آنکه بر روی قوانین باشد، بر نتایج و عواقب متمرکز بود.
- اخلاق وظیفه (کانت) تعهداتی را که فرد نسبت به جامعه دارد یادآور می‌شود و از قوانین جهانی جامعه پیروی می‌کند. این تمرکز بر روی درست بودن اقدامات به جای عواقب آن، با تمرکز بر آنچه که یک فرد باید انجام دهد، متمرکز است.[۹]
- اخلاق فضیلت چشم‌انداز اصلی دیگر در اخلاق هنجاری است. این نقش و فضیلتی را که شخصیت فرد در خود دارد، برجسته می‌کند تا بتواند رفتار اخلاقی را در جامعه تعیین یا ارزیابی کند. ارسطو، فیلسوف این نظریه، با تمرین ارج نهادن به رفتار صادقانه و سخاوتمندانه، معتقد است که مردم در صورت مواجهه با یک تصمیم اخلاقی، پس از آن انتخاب درستی می‌کنند.[۱۰]
- اخلاق در روابط بیان می‌کند که مراقبت و توجه هر دو از ارتباطات انسانی ناشی می‌شود؛ بنابراین، ارتباطات اخلاقی ماده اصلی برای حفظ روابط سالم است.

### قالب بندی تاریخی فناوری - چهار دوره اصلی
1. تمدن یونان فناوری را به عنوان تکنه تعریف کرد. تکنه «اصول تعیین شده یا روش عقلانی است که در تولید یک شی object یا تحقق یک هدف دخیل است؛ دانش‌هایی مانند اصول روش؛ هنر». این مفهوم سازی فناوری در اوایل دوره یونان و روم برای نشان دادن هنرهای مکانیکی، ساخت و ساز و سایر تلاش‌ها برای ایجاد، به تعبیر سیسرو، «طبیعت دوم» در جهان طبیعی مورد استفاده قرار گرفت.[۹]
2. ایده پردازی مدرن فناوری به عنوان اختراعی که در قرن هفدهم در چشم‌انداز آینده گرایانه بیکن در مورد جامعه ای کامل که توسط مهندسان و دانشمندان در خانه سالومن اداره می‌شود، محقق شد تا اهمیت فناوری در جامعه افزایش یابد.
3. اصطلاح آلمانی "Tecknik" در قرن نوزدهم و بیستم استفاده شد. تکنیک مجموع فرایندها، ماشین آلات، ابزارها و سیستم‌های به کار رفته در هنرهای عملی و مهندسی است. وقتی وببر در زمینه‌های وسیع تری مورد استفاده قرار گرفت، آن را رایج کرد. ممفورد گفت این یک تمدن است. شناخته شده به عنوان: قبل از 1750: Eotechnic، در 1750-1890: Paleoethnic و در 1890: Neoethnic. آن را در مرکز زندگی اجتماعی در ارتباط نزدیک با پیشرفت اجتماعی و تغییرات اجتماعی قرار دهید. مامفورد می‌گوید که نمی‌توان یک ماشین را از الگوی اجتماعی بزرگتر جدا کرد، زیرا این الگویی است که به آن معنا و هدف می‌بخشد.
4. پیشرفت سریع در فناوری باعث واکنش منفی محققانی شد که فناوری را به عنوان یک نیروی کنترل‌کننده در جامعه می‌دیدند که می‌تواند نحوه زندگی مردم را از بین ببرد (تعیین فنی). هایدگر به مردم هشدار داد که این فناوری از آن جهت خطرناک است که از طریق اثرات واسطه ای خود بر مردم کنترل می‌کند، بنابراین از اعتبار واقعی تجربه در جهان که زندگی را تعریف می‌کند و به زندگی معنا می‌بخشد، محدود می‌شود. این یک بخش صمیمی از شرایط انسانی است که عمیقاً در تمام تاریخ بشر، جامعه و ذهن انسان جا افتاده‌است.

### تحولات فنی مهم قابل توجهی در جامعه
کلی از پیشرفت‌ها در دهه‌های قبل به حوزه فناوری فنی افزوده‌است. چندین مثال وجود دارد که ضرورت در نظر داشتن معضلات اخلاقی در رابطه با نوآوری‌های فناوری را نشان داده‌است. از دهه ۱۹۴۰ تحت تأثیر جنبش eugenic انگلیس، نازی‌ها آزمایش‌های " بهداشت نژادی " را انجام می‌دادند که باعث ایجاد احساسات زیاد و ضد نژادی جهانی می‌شود. در دهه ۱۹۵۰ اولین ماهواره Sputnik 1 دور زمین چرخید، نیروگاه هسته ای اوبنینسک اولین نیروگاه هسته ای بود که افتتاح شد، آزمایش‌های هسته ای آمریکا انجام شد. دهه ۱۹۶۰ اولین فرود ماه با سرنشین را ایجاد کرد، ARPANET ایجاد کرد که باعث ایجاد اینترنت بعدی می‌شود، اولین پیوند قلب انجام می‌شود و ماهواره ارتباطی Telstar راه اندازی می‌شود. دهه‌های ۷۰، ۸۰، ۹۰، ۲۰۰۰ و ۲۰۱۰ نیز تحولات متعددی را ایجاد کردند.

### شعور فناوری
شعور تکنولوژیکی ارتباط بین انسان و فناوری می‌باشد. فناوری به عنوان یک جز جدایی ناپذیر از آگاهی و توسعه انسان دیده می‌شود. فناوری، آگاهی و جامعه در یک فرایند رابطه ای آفرینش که کلید تکامل انسان است، در هم آمیخته‌اند. این فناوری ریشه در ذهن انسان دارد و در جهان به صورت درک و مصنوعات جدید آشکار می‌شود. فرایند آگاهی فناوری، تحقیق درمورد مسئولیت اخلاقی مربوط به فناوری را با پایه‌گذاری فناوری در زندگی بشر، قاب می‌کند.
ساختار آگاهی تکنولوژیکی رابطه ای است بلکه موقعیتی، سازمانی، جنبه ای و یکپارچه است. آگاهی فناوری با ایجاد زمینه ای از زمان و مکان، درک‌های جدیدی را رقم می‌زند. همچنین، آگاهی تکنولوژیک توالی تجزیه ناپذیری را تحت احساس وحدت سازمان قرار می‌دهد که امکان تداوم تجربه را فراهم می‌کند. مولفه جنبه ای آگاهی تکنولوژیکی تشخیص می‌دهد که افراد فقط می‌توانند از جنبه‌های یک تجربه آگاه باشند، نه از تمامی مسئله. به همین دلیل، فناوری در فرایندی که می‌تواند با دیگران به اشتراک گذاشته شود، خود را نشان می‌دهد. خصوصیات تلفیقی آگاهی فناوری، جذب، جایگزینی و مکالمه می‌باشد. جذب باعث می‌شود تجارب ناآشنا با تجارب آشنا تلفیق شود. جانشینی فرایندی استعاری است که اجازه می‌دهد تجربیات پیچیده را رمزگذاری کرده و با دیگران - مثلاً زبان - تقسیم کند. مکالمه عبارت است از حس مشاهده گر در آگاهی فرد، که ثبات و موضعی را برای تعامل با فرایند فراهم می‌کند.

### سوء تفاهم از آگاهی و فناوری
طبق گفته Rocci Luppicini، سو mis تفاهمات رایج در مورد آگاهی و فناوری به شرح زیر ذکر شده‌است. اولین سوءتفاهم این است که هوشیاری فقط در سر است وقتی که طبق گفته لوپچینی، آگاهی فقط در سر نیست به این معنی که "[ج] شیطنت مسئول ایجاد روابط آگاهانه جدید است هر کجا که تصور شود، چه در سر، چه در سر خیابان یا در گذشته " سوءتفاهم دوم این است که فناوری بخشی از آگاهی نیست. فناوری بخشی از آگاهی است زیرا "مفهوم سازی فناوری تغییرات فاحشی را پشت سر گذاشته‌است". سومین سوءتفاهم این است که فناوری جامعه و آگاهی را کنترل می‌کند، معنای آن لوپیچینی این است که "این فناوری ریشه در آگاهی دارد به عنوان بخشی جدایی ناپذیر از زندگی ذهنی برای همه. این درک به احتمال زیاد نحوه برخورد بیماران و روانشناسان با دادگاه‌ها و تریبون‌ها را تغییر می‌دهد. زندگی با فناوری. " آخرین سوءتفاهم جامعه کنترل فناوری و آگاهی است. "... (سایر) گزارش‌ها به رسمیت شناختن ماهیت رابطه ای پیچیده فناوری به عنوان عملی در ذهن و جامعه ناکام می‌مانند. این تحقق تمرکز بر فناوری را به ریشه‌های آن در ذهن انسان تغییر می‌دهد همانطور که از طریق تئوری آگاهی فناوری توضیح داده شده‌است."
- هوشیاری (C) فقط بخشی از ذهن است: C مسئول ایجاد روابط آگاهانه جدید است
- فناوری (T) بخشی از C نیست: انسان را نمی‌توان از فناوری جدا کرد
- T جامعه و C را کنترل می‌کند: فناوری نمی‌تواند ذهن را کنترل کند
- جامعه T و C را کنترل می‌کند: جامعه توجه به جامعه را در نظر نمی‌گیرد که چه فناوری توسعه می‌یابد؟

## انواع اخلاق فناوری
اخلاق فناوری می‌تواند برای حاکمیت فناوری از جمله عواملی مثل مدیریت ریسک و حقوق فردی مورد استفاده قرار گیرد. آنها اصولاً برای درک و حل مسائل اخلاقی استفاده می‌شوند که به توسعه و کاربرد فناوری از انواع مختلف ارتباط دارند.
اخلاق فناوری انواع مختلفی دارد:
- حقوق دسترسی: دسترسی به فناوری توانمندسازی به عنوان یک حق[۱۱]
- پاسخگویی: تصمیماتی که برای مسئولیت در هنگام موفقیت یا آسیب در پیشرفت‌های فناوری گرفته می‌شود
- حقوق دیجیتال: حمایت از حقوق مالکیت معنوی و حقوق حریم خصوصی
- محیط زیست: نحوه تولید فناوری ای که بتواند به محیط زیست آسیب برساند
- خطر وجودی: فناوری‌هایی که تهدیدی برای کیفیت جهانی زندگی مربوط به انقراض هستند
- آزادی: فناوری که برای کنترل جامعه استفاده می‌شود و س raisingالات مربوط به آزادی و استقلال را مطرح می‌کند
- بهداشت و ایمنی: خطرات بهداشت و ایمنی که توسط فناوری‌ها افزایش و تحمیل می‌شوند
- تقویت انسان: مهندسی ژنتیک انسانی و ادغام انسان و ماشین
- قضاوت انسان: چه موقع می‌توان تصمیمات را با اتوماسیون قضاوت کرد و چه وقت آنها انسانی معقول را بدست می‌آورند؟
- اتوماسیون بیش از حد: چه زمانی اتوماسیون کیفیت زندگی را کاهش می‌دهد و جامعه را تحت تأثیر قرار می‌دهد؟
- اصل احتیاط: چه کسی تصمیم می‌گیرد که توسعه این فناوری جدید برای جهان بی خطر باشد؟
- حریم خصوصی: حمایت از حقوق حریم خصوصی
- امنیت: آیا برای اطمینان از امنیت اطلاعات دقت لازم لازم است؟
- فناوری تکثیر خود: آیا باید خودتکثیر یک قاعده باشد؟
- شفافیت فناوری: توضیح واضح نحوه کارکرد یک فناوری و اهداف آن
- شرایط خدمات: اصول اخلاقی مربوط به قراردادهای حقوقی

### چالش‌های اخلاقی
چالشهای اخلاقی در موقعیتهای مختلف بوجود می‌آیند:
- فرایندهای دانش بشری
- تبعیض در محل کار
- تعادل زندگی کاری متشنج در محیط‌های کاری پیشرفته از نظر فناوری: بسیاری از افراد دریافتند که صرف داشتن این فناوری که به شما امکان می‌دهد در خانه کار کنید، میزان استرس را افزایش می‌دهد. در مطالعه اخیر ۷۰٪ از پاسخ دهندگان گفتند که از زمان فناوری، کار به زندگی شخصی آنها رسیده‌است.[۱۳] از آنجا که افراد زیادی این مسئله را مسئله ای یافته‌اند، یافتن این رسانه بسیار مهم است. به عنوان مثال، با پاسخ ندادن به کارهای غیر فوری کار در آخر هفته یا تعطیلات، مگر اینکه موضوع فوری باشد. برای دستیابی به بخش اخلاقی داشتن فناوری در محل کار، جدا کردن کار و زندگی شخصی بسیار حیاتی است، مگر اینکه مسئله فوری باشد.
- شکاف دیجیتال: نابرابری در دسترسی اطلاعات بخشهایی از جمعیت
- فرصت‌های نابرابر برای توسعه علمی و فناوری
- نوریس می‌گوید دسترسی به اطلاعات و منابع دانش در یک جامعه دانش به نفع افراد دارای امتیاز اقتصادی است که دسترسی بیشتری به ابزارهای فناوری مورد نیاز برای دسترسی به منابع و اطلاعات منتشر شده در اینترنت و خصوصی‌سازی دانش دارند.
- نابرابری از نظر چگونگی توسعه دانش علمی و فناوری در سراسر جهان. کشورهای در حال توسعه فرصت‌های مشابه کشورهای پیشرفته را برای سرمایه‌گذاری در تحقیقات پرهزینه در مقیاس بزرگ و امکانات تحقیقاتی و ابزار دقیق ندارند
- مسائل مربوط به مسئولیت و مسئولیت سازمانی
- مسائل مربوط به مالکیت معنوی: نوبت به مالکیت معنوی می‌رسد تا مالک اخلاقی چیزی باشد، باید آن را روی دستگاهی ملموس مانند قرار دادن طرح روی کاغذ نشان دهد.[۱۴] با کپی کردن از طرح شخص دیگر، شما طرح شخص دیگری را که غیراخلاقی است، می‌برید.
- اضافه بار اطلاعات: نظریه پردازش اطلاعات، حافظه فعال است که ظرفیت محدودی دارد و اطلاعات بیش از حد می‌تواند منجر به اضافه بار شناختی شود و در نتیجه اطلاعات از حافظه کوتاه مدت از دست می‌رود.[۹]
- توانایی سازمان را برای نوآوری و پاسخگویی در برابر تغییر محدود کنید
- جامعه دانش با تغییر فناوری که به مهارتهای جدید نیروی کار خود نیاز دارد، آمیخته‌است. کاتلر می‌گوید این تصور وجود دارد که کارگران مسن فاقد تجربه فناوری جدید هستند و برنامه‌های نگهداری ممکن است برای کارگران مسن کمتر مؤثر و گران باشد. کاسیو می‌گوید که رشد سازمان‌های مجازی وجود دارد. Saetre & Sornes می‌گوید که این یک محو از مرزهای سنتی مکانی و مکانی است و منجر به بسیاری از موارد در تار شدن زندگی شغلی و شخصی شده‌است
- تأثیرات منفی بسیاری از نوآوری‌های علمی و فناوری بر انسان و محیط زیست باعث ایجاد برخی از بدبینی‌ها و مقاومت در برابر افزایش وابستگی به فناوری در جامعه دانش شده‌است. Doucet خواستار توانمندسازی شهر برای داشتن شجاعت و آینده نگری برای تصمیم‌گیری است که برای ساکنان آن قابل قبول است، نه این که تسلیم سرمایه‌داری جهانی مصرف‌کننده و نیروهای شرکت‌های بین‌المللی در دولت‌های ملی و محلی شود.
- نوآوری‌های علمی و فناوری که زندگی سازمانی را در یک اقتصاد جهانی دگرگون کرده‌اند، استقلال و کنترل انسان را در کار در یک محل کار گرا از نظر فناوری جایگزین کرده‌اند.
- پتانسیل اقناعی فناوری این سisesال را ایجاد می‌کند که «طراحان و برنامه نویسان چقدر باید نسبت به اخلاق فناوری اقناعی که طراحی می‌کنند حساس باشند».[۱۵] می‌توان از فناوری اخلاقی برای تعیین سطح مسئولیت اخلاقی استفاده کرد که باید با نتایج استفاده از فناوری مرتبط باشد، خواه به صورت ناخواسته یا ناخواسته
- با تغییر سریع زندگی سازمانی و سابقه شیوه‌های غیراخلاقی تجارت، بحث‌های عمومی پیرامون مسئولیت و اعتماد سازمانی ایجاد شده‌است. ظهور سازمان‌های مجازی و کار از راه دور با فراهم آوردن فرصت‌های بیشتر برای رفتارهای متقلبانه و تولید اطلاعات غلط ، مشکلات اخلاقی را تقویت کرده‌است. برای حمایت از ارزشهای اخلاقی در جهت پیشرفت دانش و ابزارهای جدید در روابط اجتماعی، تلاشهای مشترک لازم است که افراد را مستثنی نمی‌کند و آزادی برخی از افراد را به هزینه دیگران محدود نمی‌کند
- هوش مصنوعی: به نظر می‌رسد هوش مصنوعی یکی از مهمترین چالشهایی است که در مورد اخلاق مطرح می‌شود. برای جلوگیری از این چالشهای اخلاقی، راه حلهای زیادی ایجاد شده‌است. ابتدا و برای بیشتر آنها باید به نفع مشترک و منفعت بشریت باشد.[۱۶] ثانیاً، باید بر اساس اصول قابل فهم و انصاف عمل کند. همچنین نباید برای کاهش حقوق داده‌ها یا حریم خصوصی افراد، خانواده‌ها یا جوامع استفاده شود. همچنین اعتقاد بر این است که همه شهروندان باید حق آموزش در زمینه هوش مصنوعی را داشته باشند تا بتوانند آن را درک کنند. سرانجام، قدرت خودمختاری برای آزار، نابودی یا فریب انسانها هرگز نباید به هوش مصنوعی برسد.

### مسائل فعلی

#### کپی رایت
کپی رایت دیجیتال مسئله پیچیده‌ای است زیرا مباحث مختلفی وجود دارد. ملاحظات اخلاقی پیرامون هنرمند، تهیه‌کننده و کاربر نهایی وجود دارد. ناگفته نماند روابط با سایر کشورها و تأثیر آن بر استفاده از محتوایی که در کشورهای آنها قرار دارد. در کانادا، قوانین ملی مانند قانون کپی رایت و تاریخچه بیل C-32 فقط آغاز تلاش دولت برای شکل‌دادن به «غرب وحشی» فعالیت‌های اینترنتی کانادا است. ملاحظات اخلاقی موجود در پشت فعالیتهای اینترنتی از جمله اشتراک فایلهای نظیر به نظیر شامل بحث - مصرف‌کننده، هنرمند، تهیه‌کننده، صنعت موسیقی / فیلم / نرم‌افزار، دولت ملی و روابط بین‌الملل است. به‌طور کلی، فنون فنی رویکرد «تصویر بزرگ» را به تمام بحث‌های مربوط به فناوری در جامعه تحمیل می‌کند. اگرچه وقت گیر، اما این رویکرد «تصویر بزرگ» تا حدی اطمینان خاطر را به وجود می‌آورد که هر قانونی وضع می‌شود می‌تواند نحوه تعامل ما با فناوری و در نتیجه جهت کار و نوآوری در کشور را به شدت تغییر دهد.
استفاده از مطالب دارای حق چاپ برای ایجاد محتوا موضوعی است که بحث داغ است. ظهور ژانر موسیقی «مشاپ» موضوع صدور مجوز خلاقیت را پیچیده‌تر کرده‌است. تعارض اخلاقی بین کسانی که معتقدند حق چاپ از هرگونه استفاده غیرمجاز از محتوا محافظت می‌کند و کسانی که معتقدند نمونه برداری و مش‌ها سبک‌های موسیقی قابل قبولی هستند ایجاد می‌شود، اگرچه آنها از بخشهایی از مطالب دارای حق چاپ استفاده می‌کنند، نتیجه نهایی یک قطعه جدید خلاقانه است که متعلق به خالق آن است و نه متعلق به دارنده حق نسخه برداری اصلی است. اینکه آیا به ژانر مشاپ اجازه داده شده‌است که از بخشهایی از مطالب دارای حق چاپ برای ایجاد محتوای جدید استفاده شود یا نه، موضوعی که مورد بحث است.

#### جرایم اینترنتی
سال‌های زیادی، فناوری‌های روز جایگاه بالایی در زندگی اجتماعی، فرهنگی، سیاسی و اقتصادی داشتند. به لطف عوام فریبی دسترسی به انفورماتیک و جهانی شدن شبکه، تعداد مبادلات و معاملات در حال پیشرفت می‌باشد.
تعداد زیادی از مردم در حال بهره‌برداری از امکانات و گمنامی هستند که فناوری‌های مدرن برای انجام چندین کار مجرمانه ارائه می‌دهند. جرایم اینترنتی یکی از مناطق در حال رشد می‌باشد. مشکل این است که برخی از قوانینی که تصویب می‌کنند مردم را در برابر افرادی که از راه دیجیتال کارهای اشتباهی انجام می‌دهند محافظت می‌کند، آزادی افراد را نیز تهدید می‌کند.

#### حریم خصوصی در مقابل امنیت: اسکنرهای تمام بدن فرودگاه
از زمان معرفی اسکنرهای اشعه ایکس تمام بدن به فرودگاه‌ها در سال ۲۰۰۷، بسیاری از نگرانی‌ها دربارهٔ حریم خصوصی مسافران بوجود آمده‌است. از افراد خواسته می‌شود که داخل دستگاه مستطیلی شکل قرار بگیرند که از بدن برهنه شخص با طول موج متناوب تصویربرداری می‌کنند تا اشیا فلزی و غیر فلزی را که زیر لباس مسافر حمل می‌شود، تشخیص دهد. این فناوری غربالگری به دو شکل، فناوری موج میلی‌متر (فناوری امواج MM) یا اشعه ایکس پشتی (مانند اشعه ایکس که دندانپزشکان استفاده می‌کنند) موجود می‌باشد. اسکنرهای تمام بدن برای افزایش امنیت و بهبود کیفیت غربالگری اشیایی مانند سلاح یا مواد منفجره به دلیل افزایش حملات تروریستی شامل هواپیماها در اوایل دهه ۲۰۰۰ وارد فرودگاه‌ها شدند.
نگرانی‌های اخلاقی مسافران و گروه‌های دانشگاهی شامل ترس از تحقیر به دلیل افشای جزئیات آناتومیک یا پزشکی، قرار گرفتن در معرض سطح پایین تابش (در مورد فناوری اشعه ایکس backscatter)، نقض حیا و حریم شخصی، شفافیت رویه‌های عملیاتی، استفاده از این فناوری برای ایجاد تبعیض علیه گروه‌ها و سوءاستفاده از این فناوری به دلایلی غیر از شناسایی اشیا پنهان. همچنین افرادی که عقاید مذهبی دارند و آنها را ملزم به پوشاندن فیزیکی (بازوها، پاها، صورت و غیره) در همه زمان‌ها می‌کنند، از نظر اخلاقی قادر به قدم گذاشتن در این فناوری اسکن سرزده نیستند. مرکز جامعه، علم و شهروندی در مورد نگرانی‌های اخلاقی آنها از جمله موارد ذکر شده در بالا بحث کرده و توصیه‌هایی را برای استفاده از این فناوری در گزارش خود با عنوان «تصویربرداری از کل بدن در ایستگاه‌های بازرسی فرودگاه: زمینه‌های اخلاقی و سیاست گذاری» (۲۰۱۰) پیشنهاد داده‌است.

#### حریم خصوصی و فناوری‌های GPS
گفتمان پیرامون دستگاه‌های ردیابی GPS و فناوری‌های موقعیت جغرافیایی و پیامدهای اخلاقی این فناوری معاصر در مورد حریم خصوصی در حال گسترش است با شیوع بیشتر این فناوری در جامعه. همان‌طور که در روزنامه نیویورک تایمز در ساندیو ریویو در ۲۲ سپتامبر ۲۰۱۲ مورد بحث قرار گرفت، سرمقاله بر پیامدهای اخلاقی محکوم شد که یک مجرم مواد مخدر را به زندان انداخت زیرا فناوری GPS در تلفن همراه وی قادر به تعیین موقعیت مجرم بود. اکنون که بیشتر افراد سلول را با شخص دیگر حمل می‌کنند، مقامات این توانایی را دارند که دائماً مکان اکثریت زیادی از شهروندان را بفهمند. بحث اخلاقی اکنون از منظر حقوقی تنظیم شود. همان‌طور که در سرمقاله مطرح شد، تخلفات آشکاری وجود دارد که این دستگاه‌های موقعیت جغرافیایی در متمم چهارم شهروندان و محافظت از آنها در برابر جستجوهای نامعقول وجود دارد. این دامنه این موضوع فقط به ایالات متحده محدود نمی‌شود بلکه بر دولت دموکراتیک تری تأثیر می‌گذارد که حقوق و آزادی‌های مشابه شهروندان را در برابر جستجوهای بی‌دلیل حفظ می‌کند.
این فناوری‌های موقعیت جغرافیایی نه تنها بر چگونگی تعامل شهروندان با ایالت خود تأثیر می‌گذارد بلکه بر چگونگی تعامل کارمندان با محل کار خود نیز تأثیر دارد. همان‌طور که در مقاله شرکت پخش کانادایی «GPS و حریم خصوصی» بحث شد، تعداد فزاینده ای از کارفرمایان در حال نصب جی پی اس در «وسایل نقلیه شرکت، تجهیزات و تلفن‌های همراه» هستند (Hein، ۲۰۰۷). دانشگاهیان و اتحادیه‌ها این اختیارات جدید کارفرمایان را مغایر غیرمستقیم با آزادی‌های مدنی می دانند. این رابطه متغیر بین کارمند و کارفرما به دلیل ادغام فناوری GPS در جامعه محبوب، بحث اخلاقی گسترده‌تری را دربارهٔ سطوح مناسب حریم خصوصی نشان می‌دهد. این بحث فقط با محبوبیت بیشتر فناوری رایج می‌شود.

#### ارگانیسم‌های اصلاح شده ژنتیکی
غذاهای اصلاح شده ژنتیکی در کشورهای پیشرفته دنیا کاملاً عادی است و دارای عملکرد بیشتر، ارزش غذایی بالاتر و مقاومت بیشتر در برابر آفات هستند، اما هنوز نگرانی‌های اخلاقی زیادی در مورد استفاده از آنها وجود دارد. حتی محصولات معمولی اصلاح شده ژنتیکی مانند ذرت سوالاتی را در مورد عواقب زیست‌محیطی گرده افشانی ناخواسته، انتقال ژنی بالقوه و سایر نگرانی‌های بهداشتی پیش‌بینی نشده برای انسان و حیوان ایجاد می‌شود.
موجودات زنده با برند تجاری مثل " Glofish " یک اتفاق تقریباً نو می‌باشد. این گورخرماهی، اصلاح شده ژنتیکی به گونه ای که در چند رنگ فلورسنت دیده شده و به عنوان حیوانات خانگی در ایالات متحده به فروش می‌رسد، می‌تواند اثرات پیش‌بینی نشده‌ای بر محیط‌های آب شیرین داشته باشد، در هر زمان که در طبیعت تولید شود.
به شرط دریافت تأیید از سازمان غذا و داروی ایالات متحده (FDA)، نوع جدید دیگری از ماهی ممکن است به زودی وارد شود. ماهی قزل آلا AquAdvantage "، مهندسی شده برای رسیدن به بلوغ تقریباً ۱۸ ماهه (برخلاف سه سال در طبیعت)، می‌تواند به تقاضای رو به رشد جهانی کمک کند. نگرانی‌های بهداشتی و زیست‌محیطی در رابطه با معرفی هر GMO جدید وجود دارد، اما مهمتر از همه این سناریو تأثیر اقتصادی احتمالی یک محصول جدید را برجسته می‌کند. FDA تجزیه و تحلیل تأثیر اقتصادی را انجام می‌دهد تا وزن کند، به عنوان مثال عواقبی که این ماهی جدید اصلاح شده ژنتیکی ممکن است بر صنعت ماهیگیری ماهی قزل آلا داشته باشد در برابر سود بلند مدت یک منبع ارزان‌تر و فراوان ماهی سالمون. این ارزیابی‌های فنی - اخلاقی، که سازمان‌های نظارتی مانند FDA به‌طور افزایشی در سراسر جهان با آن روبرو هستند، از اهمیت حیاتی در تعیین چگونگی پیشروی جنبش تراریخته - با همه اثرات مفید و مضر بالقوه خود برخوردار هستند.

#### فناوری غربالگری بارداری
بیش از ۴۰ سال، جداسازی نوزادان یک موفقیت در سیستم بهداشت عمومی قرن بیستم بوده‌است. از طریق این فناوری، به میلیون‌ها والدین فرصت داده می‌شود تا تعدادی از اختلالات را بررسی کردند و از فوت فرزندان خود یا عوارضی مثل عقب ماندگی ذهنی نا دیدیه بگیرند. با این حال، این فناوری با سرعت بالایی در حال پیشرفت است و اجازه نمی‌دهد که محققان و پزشکان بتوانند به‌طور کامل نحوه درمان بیماری‌ها را درک بشود و منابع برای جلوگیری را در اختیار خانواده‌های نیازمند قرار دهند.
نسخه ای از آزمایش قبل از تولد، طیف‌سنجی جرمی پشت سر هم نامیده می‌شود، روشی است که "سطح و الگوهای متابولیت‌های متعدد را در یک قطره خون اندازه‌گیری می‌کند، که سپس برای شناسایی بیماری‌های بالقوه استفاده می‌شود. با استفاده از همین قطره خون، طیف سنجی جرمی پشت سر هم تشخیص حداقل چهار برابر تعداد اختلالات را در مقایسه با فناوری‌های قدیم امکان پذیر می‌کند. " این یک روش بهینه برای آزمایش قبل از تولد را فراهم می‌کند.
با این حال ، منتقدان طیف‌سنجی جرمی پشت سرهم و فناوری‌هایی مانند آن در مورد عواقب نامطلوب گسترش فناوری غربالگری نوزادان و نبود تحقیقات و زیرساخت‌های مناسب برای ارائه خدمات پزشکی مطلوب به بیماران نگران هستند. نگرانی‌های بیشتر شامل «ادیسه‌های تشخیصی» می‌باشد، وضعیتی که بیمار بی هدف به جستجوی تشخیص‌هایی که وجود ندارد ادامه می‌دهد.
از جمله پیامدهای دیگر، این فناوری این مسئله را به وجود می‌آید که آیا افراد دیگری غیر از نوزاد از اقدامات غربالگری نوزادان بهره‌مند می‌شوند یا خیر. ذهنیت جدید از هدف این غربالگری تأثیر اقتصادی، بهداشتی و حقوقی گسترده‌ای خواهد داشت. این بحث تازه آغاز شده و شهروندان آگاه را ملزم می‌کند تا در مورد اینکه ما به عنوان یک جامعه با استفاده از این فناوری چقدر راحت هستیم، اگر اتفاق نظر اخلاقی نباشد، به توافق قانونی برسند.

#### خبرنگاری شهروندی
روزنامه‌نگاری شهروندی مفهومی است که شهروندانی را توصیف می‌کند که می‌خواهند با «جمع‌آوری، گزارش، تجزیه و تحلیل و انتشار اخبار و اطلاعات» به عنوان یک روزنامه‌نگار یا فرد رسانه ای حرفه ای عمل می‌کنند. به گفته جی روزن، روزنامه نگاران شهروندی "افرادی هستند که در گذشته به عنوان مخاطبان "که" در انتهای سیستم رسانه ای قرار داشتند که به یک شیوه پخش می‌شد، به صورت پخش، با هزینه‌های ورودی بالا و چند شرکت برای گفتگو با صدای بلند در حالی که بقیه مردم جدا از یکدیگر گوش می‌کردند - و کسانی که امروز اصلاً در چنین وضعیتی قرار ندارند. . . . افرادی که در گذشته به عنوان مخاطب شناخته می‌شدند، صرفاً توسط عموم مردم ساخته می‌شوند، کمتر داستانی، توانایی بیشتری دارند، کمتر قابل پیش بینی می‌باشند. "
اینترنت فضای عمومی مدرن و در دسترس جامعه را فراهم کرده‌است. به دلیل بازبودن اینترنت ، تأثیرات قابل ملاحظه ای بر حرفه سنتی روزنامه‌نگاری وجود دارد. اگرچه مفهوم روزنامه‌نگاری شهروندی یک مفهوم فصلی است، «وجود محتوای روزنامه‌نگاری شهروندی آنلاین در بازار ممکن است به تنوع اطلاعاتی که شهروندان هنگام تصمیم‌گیری در مورد بهبود جامعه یا زندگی خود به آنها دسترسی دارند، اضافه می‌شود». ظهور روزنامه‌نگاری شهروندی آنلاین با استفاده روزافزون از وب سایت‌های رسانه‌های اجتماعی برای به اشتراک گذاشتن اطلاعات در مورد وقایع و موضوعات جاری در سطح محلی، ملی و بین‌المللی تقویت می‌کند.
ماهیت باز و آنی اینترنت بر معیارهای کیفیت اطلاعات در وب تأثیر می‌گذارد. اصول اخلاقی روزنامه‌نگاری برای کسانی که روزنامه‌نگاری شهروندی را انجام می‌دهند القا نمی‌شود. روزنامه نگاران، چه متخصص و چه شهروند، نیاز به انطباق با اولویت‌های جدید مخاطبان فعلی دارند: دسترسی، کمی اطلاعات، تحویل سریع و جذابیت زیبایی شناختی. بنابراین، فناوری بر روی کدهای اخلاقی حرفه روزنامه‌نگاری با ویژگی‌های محبوب رایگان و فوری اشتراک گذاری اینترنت تأثیر گذاشته‌است. روزنامه نگاران حرفه ای برای اطمینان از توزیع گزارش‌های درست و با کیفیت مجبور به سازگاری با این شیوه‌های جدید شده‌اند. این مفهوم را می‌توان پیشرفت بزرگی در چگونگی برقراری ارتباط آزادانه و آزادانه جامعه دانست یا می‌توان آن را در پوسیدگی شیوه‌های سنتی روزنامه‌نگاری و کدهای اخلاقی مثر دانست.
- نگرانی‌های مربوط به حریم خصوصی: سرویس‌های موقعیت مکانی در دستگاه‌های همراه که به همه کاربران می‌گوید شخص باید در کجا تصمیم بگیرد این ویژگی را روشن کند، شبکه‌های اجتماعی، بانکداری آنلاین، قابلیت‌های جدید دستگاه‌های تلفن همراه، Wi-Fi و غیره.
- فناوری جدید موسیقی: مردم امروزه موسیقی الکترونیکی بیشتری را با فناوری جدیدی که قادر به ایجاد آن است و همچنین فناوری ضبط پیشرفته تری مشاهده می‌کنند[۳۱]

### پیشرفت‌های اخیر
علی‌رغم مجموعه فعالیتهای علمی مرتبط با فنون از دهه ۱۹۷۰، جدیداً این نهاد نهادینه شده و به عنوان یک حوزه تحقیقاتی مهم بین رشته‌ای و زمینه مطالعاتی شناخته شده‌است. در سال ۱۹۹۸، بنیاد اپسون مؤسسه انستیتو د تکنوئتیکا را با مدیریت ژوزپ اسکیرول در اسپانیا تأسیس کرد. این مؤسسه از طریق جوایز، کنفرانس‌ها و انتشارات بورس تحصیلی فنی را به‌طور فعال ارتقا داده‌است. این به تشویق کارهای علمی برای مخاطبان عمدتاً اروپایی کمک کرد. عامل اصلی ظهور فنون اخلاقی را می‌توان ناشی از انتشار عمده آثار مرجع موجود به زبان انگلیسی و در سطح جهانی است. «دائرةالمعارف علم، فناوری و اخلاق» شامل بخشی از فنون فنی بود که به ورود آن به فلسفه جریان اصلی کمک کرده‌است. این امر به ایجاد علاقه بیشتر منجر به انتشار اولین جلد مرجع به زبان انگلیسی اختصاص یافته به حوزه نوظهور فنون اخلاقی کمک کرد. این دو جلد کتاب راهنمای تحقیق دربارهٔ فنون اخلاقی، پیوندهای پیچیده بین اخلاق و ظهور فناوری‌های جدید (به عنوان مثال، فناوری‌های حفظ حیات، تحقیقات سلول‌های بنیادی، فناوری‌های شبیه‌سازی، اشکال جدید نظارت و ناشناس بودن، شبکه‌های رایانه ای، پیشرفت اینترنت و غیره) را بررسی می‌کند) این مجموعه مهم اخیر اولین بررسی جامع فنون فنی و شاخه‌های مختلف آن را از بیش از ۵۰ دانشمند در سراسر جهان ارائه می‌دهد. ظهور فنون اخلاقی را می‌توان با تعدادی دیگر از رشته‌های میان رشته‌ای نوآورانه بورس تحصیلی که در سالهای اخیر مانند فناوری علمی و انتقاد فنی ظاهر شده‌اند کنار هم قرار داد.

## فناوری و اخلاق در صنعت موسیقی
با تمام پیشرفت‌هایی که در فناوری داشته‌ایم، پیشرفت‌های مثبتی و منفی را برای صنعت موسیقی ایجاد کرده‌است. نگرانی اصلی دزدی دریایی و بارگیری غیرقانونی است. با تمام آنچه از طریق اینترنت در دسترس است، بسیاری از موسیقی‌ها (نمایش‌های تلویزیونی و فیلم‌ها) برای بارگیری و بارگذاری رایگان به راحتی در دسترس هستند. این امر چالش‌های جدیدی را برای قوانین مربوط به هنرمندان، تهیه‌کنندگان و کپی رایت ایجاد می‌شود. پیشرفت‌هایی که به‌طور مثبتی برای صنعت ایجاد کرده‌است، ژانر کاملاً جدید موسیقی است. از رایانه‌ها برای ایجاد موسیقی الکترونیکی و همچنین سینتی سایزرها (پیانوی رایانه ای / الکترونیکی) استفاده می‌شود. این نوع موسیقی به سرعت در حال رایج شدن و گوش دادن به آن است. این پیشرفت‌ها به صنعت اجازه داده‌است چیزهای جدیدی را امتحان کنند و اکتشافات جدیدی پیجویی کنند.

## فناوری و اخلاق در طی شیوع ویروس کرونا
جهان از مارس ۲۰۲۰ بسیار تغییر کرده‌است. همزمان با سازگاری جهان با شرایط عادی جدید، فناوری برای کمک به مبارزه با این همه‌گیری در حال ظهور می‌باشد. من فکر کردم افزودن اصول اخلاقی استفاده از فناوری، به ویژه برنامه‌های ردیابی تماس، برای کند کردن گسترش ویروس کرونا، یک بخش اضافی برای این مقاله می‌باشد. من خودم تحقیق کرده‌ام، اگر سایر مشارکت کنندگان ویکی اطلاعات، راهنمایی یا ویرایش‌های بیشتری در این باره ارائه دهند، بسیار ممنون می‌شوم.
از ۲۰ آوریل سال ۲۰۲۰ بیش از ۴۳ برنامه ردیابی قرارداد در سطح جهان در دسترس است. کشورها در حال ایجاد روش‌های خاص خود برای ردیابی دیجیتالی وضعیت ویروس کرونا می‌باشند (علائم، تأیید شده آلوده، در معرض). اپل و گوگل در حال کار بر روی یک راه حل مشترک هستند که به ردیابی قرارداد در سراسر جهان کمک می‌کند. از آنجا که این یک بیماری همه گیر جهانی است و پایانی برای آن وجود نخواد داشت، ممکن است محدودیت برخی از حقوق اساسی و آزادی‌ها از نظر اخلاقی قابل توجیه باشد. استفاده از این راه حل‌های ردیابی برای کاهش سرعت انتشار غیراخلاقی است. کنوانسیون اروپایی حقوق بشر، میثاق بین‌المللی حقوق مدنی و سیاسی ملل متحد و اصول سیراکوسا سازمان ملل متحد همگی بیانگر محدودیت حقوق مردم برای جلوگیری از شیوع بیماریهای عفونی اخلاقی می‌باشد. هر سه سند ذکر می‌کنند که شرایط محدودیت حقوق باید محدود به زمان باشد، مطابق با استانداردهای ضرورت، تناسب و اعتبار علمی باشد. اگر شواهد نشان می‌دهد که این فناوری کار می‌کند، به موقع است، توسط افراد کافی پذیرفته می‌شود و داده‌ها و بینش‌های دقیق را به دست می‌آورد، باید ارزیابی کنیم که گرانش وضعیت تأثیر منفی احتمالی را توجیه می‌کند یا خیر. . این سه سند همچنین رهنمودهایی را در مورد چگونگی توسعه اخلاقی و طراحی فناوری‌ها ارائه می‌دهد. دستورالعمل‌های توسعه و طراحی برای مؤثر بودن و به دلایل امنیتی مهم می‌باشند.
حتی اگر این سه نهاد دولتی می‌توانستند از نظر اخلاقی ردیابی تماس را در نظر بگیرند، همه این برنامه‌های ردیابی تماس دارای قیمت هستند. آنها در حال جمع‌آوری اطلاعات شخصی حساس از جمله داده‌های بهداشتی هستند. این تهدیدی برای نقض HIPPA و PII در صورت رسیدگی نکردن و پردازش صحیح آنها می‌باشد. حتی اگر این برنامه‌ها فقط به‌طور موقت استفاده شوند، آنها سوابق دائمی سلامت، حرکات و تعاملات اجتماعی را ذخیره می‌کنند. ما نه تنها باید پیامدهای اخلاقی ذخیره شدن اطلاعات شخصی شما را در نظر بگیریم، بلکه باید به قابلیت دسترسی و سواد دیجیتالی کاربران نیز توجه کنیم. همه تلفن هوشمند یا تلفن همراه ندارند. اگر در حال توسعه برنامه‌های تلفن‌های هوشمند هستیم، بخش عظیمی از داده‌های ویروس کرونا را از دست خواهیم داد.

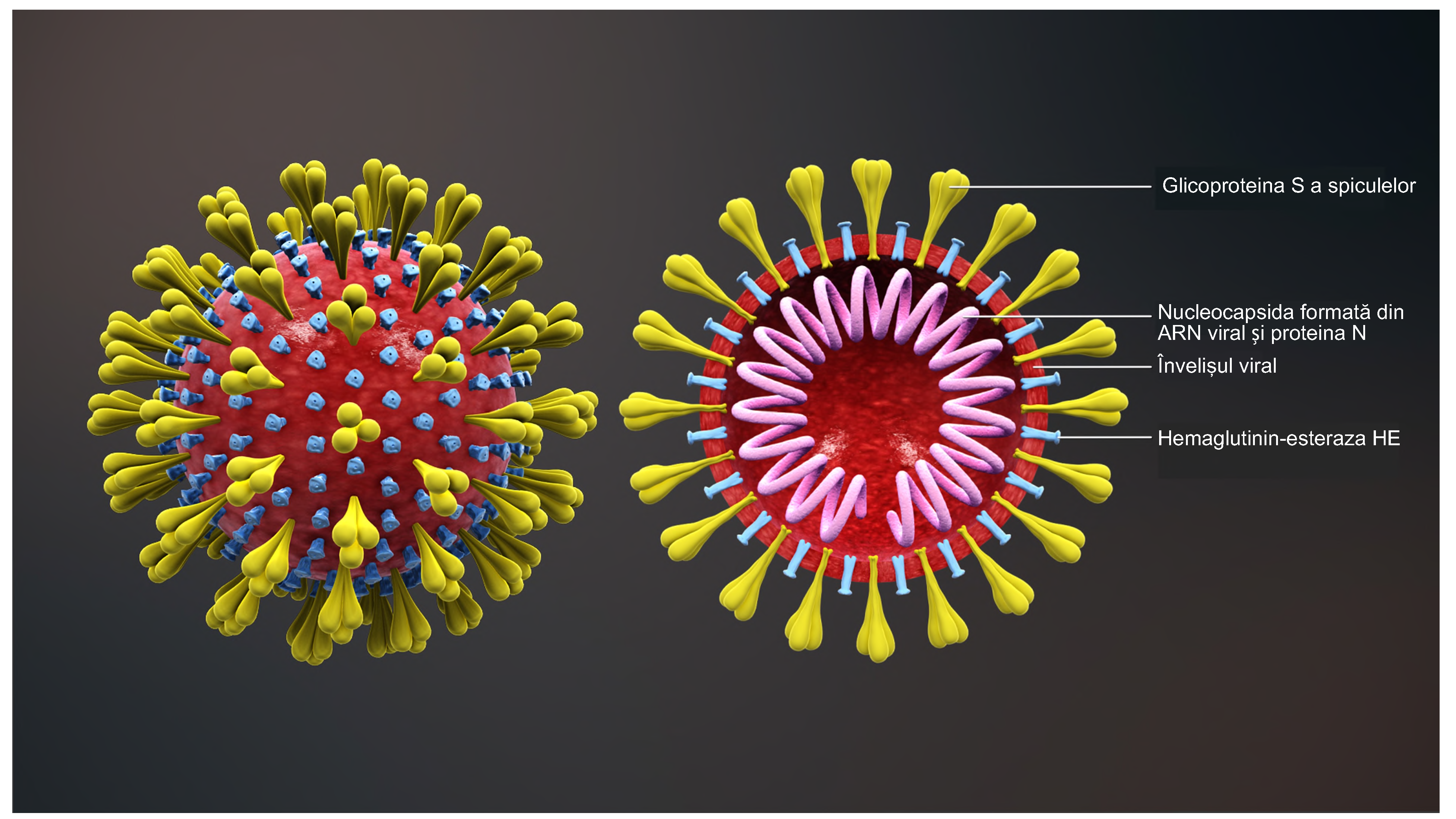
Covid-19 (ویروس کرونا)

اگرچه ممکن است استفاده از فناوری برای کاهش سرعت ویروس کرونا ضروری است، اما دولت باید این فناوری را به شکلی طراحی کند که اعتماد عمومی را همراه داشته باشد. یک خط خوب برای نجات جان و احتمالاً آسیب رساندن به حقوق و آزادی‌های اساسی افراد وجود دارد.

### تحولات آینده
آینده اخلاق فنی یک رشته امیدوار کننده و در عین حال در حال تحول است. مطالعات مربوط به فناوری الکترونیکی در محیط‌های محل کار روندی در حال تکامل در فناوری اخلاقی است. با تکامل مداوم فناوری و نوآوری‌های روزمره، اخلاق تکنو به نظر می‌رسد یک چارچوب راهنمای امیدوار کننده برای ارزیابی اخلاقی فناوری‌های جدید باشد. برخی از سوالات مربوط به فناوری فنی و محیط کار که هنوز مورد بررسی و درمان قرار نگرفته‌اند، در زیر ذکر شده‌است:
- آیا اقدامات مقابله ای سازمانی ضروری نیست زیرا به حریم خصوصی کارمندان حمله می‌کند؟
- آیا دوربین‌های نظارتی و دستگاه‌های نظارتی رایانه روشهای تهاجمی هستند که می‌توانند پیامدهای اخلاقی داشته باشند؟
- آیا سازمانها باید حق و قدرت تحمیل عواقب را داشته باشند؟[۵]

#### یونسکو
یونسکو - یک آژانس بین دولتی تخصصی سازمان ملل متحد، با تمرکز بر ارتقا آموزش، فرهنگ علوم اجتماعی و طبیعی و ارتباطات و اطلاعات. در آینده، استفاده از اصول بیان شده در بیانیه جهانی اخلاق زیستی و حقوق بشر یونسکو (۲۰۰۵) نیز برای گسترش توصیف استدلال زیست اخلاقی تجزیه و تحلیل می‌باشد (Adell & Luppicini، ۲۰۰۹).

#### داده‌های کاربر
در دنیای دیجیتال، بیشتر زندگی شخصی کاربران در دستگاه‌هایی مانند رایانه و تلفن‌های هوشمند ذخیره می‌شود و ما برای مراقبت از داده‌های خود به شرکت‌هایی که زندگی خود را در آنها ذخیره می‌کنیم اعتماد می‌کنیم. یک موضوع بحث در مورد اخلاق فناوری دقیقاً این است که این شرکتها واقعاً به چه مقدار داده نیاز دارند و با این کار چه کاری انجام خواهد شد. یکی دیگر از دلایل مهم نگرانی، امنیت داده‌های شخصی و حریم خصوصی ماست، خواه عمداً درز کرده باشد یا نه.
شرکت‌های بزرگ داده‌های کاربران خود را به‌طور مداوم به اشتراک می‌گذارند. در سال ۲۰۱۸، ایالات متحده، دولت پس از اعلام اینکه داده‌های مورد بحث را غیرقابل دسترسی کرده‌است، با فروش داده‌های کاربر به سایر شرکت‌ها سرکوب کرد. یکی از این موارد در رسوایی کمبریج آنالیتیکا بود که در آن فیس بوک داده‌های کاربر را بدون رضایت کاربران به داده‌های آنها دسترسی داشتند، به این شرکت فروخت و سپس از این داده‌ها برای چندین دستور کار سیاسی مانند رای‌گیری در مورد Brexit و انتخابات ریاست جمهوری آمریکا در سال ۲۰۱۶ استفاده شد. براد پارسکال، مدیر مبارزات انتخاباتی ترامپ در مصاحبه با ۶۰ دقیقه CBS، به‌طور مفصل توضیح داد که چگونه از داده‌های گرفته شده از وب سایت‌های مختلف رسانه‌های اجتماعی برای ایجاد تبلیغاتی سوءاستفاده می‌کند که برای رای‌دهندگان جذاب باشد و هم موضوعاتی را که آنها از همه بیشتر احساس می‌کنند، هدف قرار دهد.
علاوه بر چرخش نژادهای سیاسی، سرقت داده‌های افراد می‌تواند عواقب جدی در سطح فردی داشته باشد. در برخی موارد، اگر تصمیم بگیرند از آن استفاده نکنند، هکرها می‌توانند وب سایت‌ها یا مشاغلی را که اطلاعات شناسایی شخصی از جمله شماره کارت اعتباری، شماره تلفن همراه و آدرس وی موجود هست، نقض و در وب تاریک برای فروش بارگذاری کنند این اهداف انحرافی آن‌ها است.

#### هواپیماهای بدون سرنشین
در کتاب جامعه و تغییر فناوری، چاپ هشتم، نوشته رودی ولتی، نویسنده دربارهٔ هواپیماهای بدون سرنشین که به آنها پهپاد یا هواپیماهای بدون سرنشین نیز می‌گویند، نظر می‌دهد. این ابزارها که قبلاً به عنوان فناوری نظامی مورد استفاده قرار می‌گرفتند، به‌طور فزاینده ای در دسترس افراد عادی برای سرگرمی‌هایی مانند عکاسی قرار می‌گیرند. از نظر نویسنده، این امر همچنین می‌تواند موجب نگرانی امنیت و حریم خصوصی باشد، زیرا این ابزارها به افرادی که قصد سو نیت دارند امکان دسترسی آسان به جاسوسی را دارند.
در خارج از مناطق عمومی، هواپیماهای بدون سرنشین همچنین می‌توانند برای جاسوسی از مردم در محیط‌های شخصی، حتی در خانه‌های خود مورد استفاده قرار بگیرند. در مقاله ای توسط Today.com، نویسنده در مورد افرادی که از هواپیماهای بدون سرنشین استفاده می‌کنند و از فیلم‌ها و عکس‌های مردم در خصوصی‌ترین لحظات خود، حتی در خلوت خانه خود استفاده می‌کنند، می‌نویسد.

## شبیه‌سازی حیوانات خانگی
در سال ۲۰۲۰ شبیه‌سازی حیوانات خانگی برای افرادی که توانایی خرید آن را دارند مورد توجه واقع شود. با پرداخت ۲۵ هزار دلار - ۵۰ هزار دلار هر کسی قادر به شبیه‌سازی حیوان خانگی خانه خود می‌باشد اما هیچ تضمینی وجود ندارد که دقیقاً همان حیوان خانگی که قبلاً داشته‌اید را دریافت کنید. این ممکن است برای برخی از دوستداران حیوانات بسیار جذاب به نظر برسد، اما در مورد همه آن حیواناتی که در حال حاضر خانه ای ندارند، چه می‌کنید؟
در اینجا چند سؤال اخلاقی متفاوت وجود دارد. اولین موجودات چگونه برای حیواناتی که در بیابان رنج می‌برند و خانه ندارند، منصفانه است؟ مورد دوم اینکه شبیه‌سازی حیوانات نه فقط برای حیوانات خانگی بلکه به‌طور کلی برای همه حیوانات است. شاید مردم نگران این باشند که مردم قصد دارند برای اهداف غذایی حیوانات را شبیه‌سازی کنند.سؤال دیگر در مورد شبیه‌سازی حیوان آیا برای حیوان مفید است یا اینکه اشعه و سایر جنبه‌های رویه ای باعث می‌شود زندگی حیوانات زودتر به پایان برسد؟ اینها تنها برخی از نگرانیهای زیادی است که مردم در مورد شبیه‌سازی حیوانات دارند.

## مناطق تحقیق تکنیکی

### اخلاق بیوتکنولوژی
اخلاق بیوتکنولوژی مربوط به معضلات اخلاقی پیرامون استفاده از فناوری‌های زیستی در زمینه‌هایی از جمله تحقیقات پزشکی، مراقبت‌های بهداشتی و کاربردهای صنعتی می‌باشد. موضوعاتی مانند اخلاق شبیه‌سازی، اخلاق سلامت الکترونیکی، اخلاق پزشکی از راه دور، اخلاق ژنتیک، اخلاق عصبی و اخلاق ورزش و تغذیه در این گروه قرار دارند. نمونه‌هایی از موضوعات خاص شامل بحث در مورد اوتانازی و حقوق تولید مثل می‌باشد.

### اخلاق تکنو و جامعه
این حوزه از تحقیقات فنی، مربوط به ارتباط فناوری با ذهن انسان، عوامل مصنوعی و جامعه می‌باشد. مباحث مطالعه ای که در این گروه گنجانده می‌شود، اخلاق مصنوعی و عوامل اخلاقی، سیستم‌های اخلاقی فنی و اعتیاد فنی است.
- یک عامل مصنوعی هر نوع فناوری را توصیف می‌کند که ایجاد شود تا به عنوان یک عامل، یا با قدرت خود یا به نمایندگی از عامل دیگری عمل کند. یک عامل مصنوعی ممکن است سعی کند اهداف خود یا عامل دیگری را پیش ببرد.[۴۵]

### اخلاق فنی
این حوزه مربوط به کاربردهای فناوری برای تنظیم اخلاق یک جامعه است. به عنوان مثال: اخلاق دارایی دیجیتال، نظریه اجتماعی، حقوق، علوم، اخلاق سازمانی و اخلاق جهانی.

### تکنو فمینیسم
تکنیک اخلاقی خود را به عنوان یک گروه عمومی در جامعه مورد توجه قرار داده و هیچ تمایزی بین جنسیت قائل نیست، اما تأثیرات تکنولوژیکی را بر روی هر جنس به صورت جداگانه در نظر می‌گیرد. این یک توجه مهم است زیرا برخی از فناوری‌ها برای استفاده توسط یک جنس خاص ایجاد شده‌اند، از جمله کنترل بارداری، سقط جنین، درمان‌های باروری و ویاگرا. فمینیست‌ها تأثیر قابل توجهی در برجستگی و توسعه فناوری‌های تولید مثل دارند. تحقیق تکنیکی باید تأثیرات این فناوری‌ها را بر جنسیت مورد نظر بررسی کند و در عین حال تأثیر آنها را بر جنس دیگر نیز در نظر بگیرد. بعد دیگر تکنو فمینیسم مربوط به مداخله زنان در توسعه فناوری است: مشارکت زنان در زمینه فناوری درک جامعه را در مورد تأثیر فناوری بر تجربه زنان در جامعه گسترش داده‌است.

### اخلاق فنی و ارتباطی
اخلاق تکنیکی اطلاعات و ارتباطات «مربوط به مسائل اخلاقی و مسئولیت‌های ناشی از برخورد با فناوری اطلاعات و ارتباطات در حوزه ارتباطات است.» این رشته به اخلاق اینترنتی، مدل‌های تصمیم‌گیری منطقی و اخلاقی و اخلاق اطلاعاتی مربوط است. یک زمینه اصلی مورد علاقه همگرایی فناوری‌ها است: هرچه فناوری‌ها به یکدیگر وابسته تر شوند و چندین روش دسترسی به اطلاعات یکسان را در اختیار مردم قرار دهند، آنها جامعه را متحول می‌کنند و معضلات اخلاقی جدیدی را ایجاد می‌کنند. این امر به ویژه در حوزه‌های اینترنت مشهود است. در سالهای اخیر، کاربران از قدرت بی‌سابقه ای در ایجاد و انتشار اخبار و سایر اطلاعات در سطح جهانی از طریق شبکه‌های اجتماعی برخوردار بوده‌اند. مفهوم " روزنامه نگاری شهروندی " در درجه اول به این امر مربوط می‌شود. وارد با تحولات در رسانه‌ها، اخلاق رسانه ای باز را همان‌طور که وارد می‌نویسد، منجر به روزنامه‌نگاری شهروندان شده‌است.
در مواردی مانند سونامی اقیانوس هند ۲۰۰۴ یا جنبش‌های بهار عربی ۲۰۱۱، روزنامه نگاران شهروندی منابع قابل توجهی از حقایق و اطلاعات در رابطه با وقایع بوده‌اند. اینها توسط رسانه‌های خبری باز پخش شده و مهمتر از همه، توسط کاربران اینترنت و سایر کاربران نیز پخش می‌شود. همان‌طور که جی دیوید بولتر و ریچارد گروسین در کتاب خود اصلاح می‌کنند: درک رسانه‌های جدید (۱۹۹۹): «زنده بودن وب یک نسخه اصلاح شده از زنده بودن تلویزیون پخش شده‌است» با این حال، این معمولاً رویدادهای سیاسی است (مانند جنبش‌های «اشغال» یا انتخابات ایران در سال ۲۰۰۹) که به ایجاد سوالات و نگرانی‌های اخلاقی منجر می‌شود. در مثال اخیر، تلاش‌های دولت ایران در سانسور و ممنوعیت انتشار رویدادهای داخلی به خارج توسط شهروندان روزنامه‌نگار خود انجام شده‌است. این رخداد اهمیت گسترش اطلاعات مهم در مورد این مسئله و منبعی که از آن ناشی شده‌است (روزنامه نگاران شهروندی، مقامات دولتی و غیره) را زیر سؤال برده‌است. این نشان می‌دهد که چگونه اینترنت «اشکال جدیدی از عمل و بیان انسان را امکان‌پذیر می‌کند [اما] در عین حال [آن را] غیرفعال می‌کند» فناوری اطلاعات و ارتباطات همچنین روش‌هایی را برای ایجاد چارچوب‌های اخلاقی ساختارهای تحقیقاتی برای گرفتن جوهره فناوری نو.

### فناوری فنی و حرفه ای
تحقیق تکنیکی در زمینه آموزش نحوه تأثیر فناوری بر نقشها و ارزشهای آموزش در جامعه را بررسی می‌کند. این حوزه تغییراتی را در ارزش‌ها و رفتار دانش آموزان در ارتباط با فناوری، از جمله دسترسی به مطالب نامناسب در مدارس، دزدی ادبی آنلاین با استفاده از مطالبی که مستقیماً از اینترنت کپی شده‌است، یا خرید مقالات از منابع آنلاین و انتقال آنها به عنوان کار خود دانش آموز، در نظر می‌گیرد. فنون فنی فنی همچنین شکاف دیجیتالی موجود بین موسسات آموزشی در کشورهای توسعه یافته و در حال توسعه یا بین موسسات با بودجه نابرابر در همان کشور را بررسی می‌کند: به عنوان مثال، برخی از مدارس به دانش آموزان دسترسی به مطالب آنلاین را می‌دهند، در حالی که برخی دیگر این امکان را ندارند. اخلاق فنی حرفه ای بر مسئله مسئولیت اخلاقی برای کسانی که در یک محیط حرفه ای با فناوری کار می‌کنند، از جمله مهندسان، متخصصان پزشکی و غیره متمرکز است. برای ترسیم اصول اخلاقی در مشاغلی مانند برنامه‌نویسی رایانه تلاش شده‌است (به اخلاق برنامه‌نویسی مراجعه کنید).

### فناوری فنی و مهندسی محیط زیست و مهندسی
اخلاق فناوری از سال ۱۹۶۰ و ۱۹۷۰ علاقه به محیط زیست و طبیعت ناشی می‌شود. این رشته بر استفاده انسان از فناوری‌هایی که ممکن است بر محیط تأثیر بگذارد متمرکز است. مناطق مورد علاقه شامل حمل و نقل، استخراج معادن و بهداشت است. اخلاق فنی مهندسی در اواخر قرن نوزدهم پیدا شد. از آنجا که انقلاب صنعتی تقاضای تخصص در مهندسی و نیاز به بهبود استانداردهای مهندسی را ایجاد کرد، جوامع شروع به تهیه کدهای اخلاقی حرفه ای و انجمن‌هایی برای اجرای این کدها کردند. تحقیق اخلاقی مهندسی «مسئولیتهای مهندسان را که بینشهای فلسفه و علوم اجتماعی را ترکیب می‌کند» بررسی می‌کند.

### ارزیابی و طراحی اخلاقی
یک اخلاق فناوری ارزیابی (چای) یک میان رشته‌ای سیستم‌های مبتنی بر رویکرد به بررسی معضلات اخلاقی مرتبط با فناوری. چای هدف برای هدایت عملیات مربوط به تکنولوژی در اخلاق در جهت پیشبرد دانش و فناوری و اثرات آنها؛ موفق چای در نتیجه تولید یک درک مشترک از دانش و ارزش اولویت‌ها و دیگر جنبه‌های اخلاقی مرتبط با فناوری. چای شامل پنج مرحله کلیدی:
1. اهداف و عوارض جانبی احتمالی این فناوری را ارزیابی کنید تا ارزش کلی (علاقه) آن را تشخیص دهید.
2. اهداف و اهداف مورد نظر را از نظر جنبه‌های فنی و غیرفنی (اخلاقی و اجتماعی) مقایسه کنید.
3. در مواردی که خروجی (مقدار کلی) از نظر کارایی و انصاف ورودی را متعادل نمی‌کند، اقداماتی را رد کنید.
4. دیدگاه‌های همه گروه‌های ذی‌نفع را در نظر بگیرید.
5. روابط فناوری را در سطوح مختلف (به عنوان مثال بیولوژیکی، جسمی، روانی، اجتماعی و محیطی) بررسی کنید.[۵]

طراحی اخلاق فناوری (TED) به فرایند طراحی فناوری‌ها به روشی اخلاقی، مشارکت ذینفعان در تلاش‌های طراحی مشارکتی، آشکار کردن روابط پنهان فناوری و بررسی اینکه چه فناوری‌هایی امکان‌پذیر است و مردم چگونه از آنها استفاده می‌کنند، اشاره دارد. TED شامل چهار مرحله زیر است:
1. اطمینان حاصل کنید که م thoseلفه‌ها و روابط درون سیستم فناوری به وضوح توسط کسانی که در زمینه طراحی هستند، درک می‌شوند.
2. برای شناسایی دانش فنی مربوطه، TEA را انجام دهید.
3. برای دستیابی به نیازها و علایق ذینفعان و افراد تحت تأثیر، سیستم فناوری را بهینه کنید.
4. با نمایندگان ذینفعان و گروه‌های آسیب دیده مشورت کنید تا در مورد موضوعات اصلی طراحی اجماع ایجاد کنید.[۵]

TEA و TED هر دو به تئوری سیستم‌ها متکی معروف هستند، دیدگاهی که جامعه را از نظر رویدادها و وقایع حاصل از بررسی عملیات سیستم مفهوم می‌بخشد. تئوری سیستم فرض می‌کند که ایده‌های پیچیده را می‌توان به عنوان سیستم‌هایی با طرح‌ها و خصوصیات مشترک مورد بررسی قرار داد که با استفاده از روش سیستم می‌توان بیشتر توضیح داد. رشته فناوری فنی، فناوری‌ها را به عنوان سیستم‌های خود تولید می‌داند که از منابع خارجی استفاده می‌کنند و خود را از طریق ایجاد دانش حفظ می‌کنند. این سیستم‌ها، که انسان نیز بخشی از آن است، با تغییر روابط فناوری، طبیعت و جامعه، دائماً در جریان هستند. TEA سعی می‌کند دانش، اهداف، ورودی‌ها و خروجی‌های متشکل از سیستم‌های فناوری را استخراج کند. به همین ترتیب، TED طراحان را قادر می‌سازد تا پیچیدگی و قدرت فناوری را بشناسند، حقایق و ارزشها را در طرحهای خود بگنجانند و از نظر آنچه امکان و آنچه را امکان‌پذیر می‌باشد، از نظر تکنولوژی متناسب کنند.

## فنون اخلاقی سازمانی
پیشرفت‌های اخیر در فناوری و توانایی آنها در انتقال مقادیر زیادی از اطلاعات در مدت زمان کوتاه، نحوه اشتراک اطلاعات در بین همکاران و مدیران در سراسر سازمان‌های سراسر جهان را تغییر داده‌است. با شروع از دهه ۱۹۸۰ با استفاده از فناوری‌های اطلاعاتی و ارتباطی (ICT)، سازمان‌ها افزایش فناوری را که برای برقراری ارتباط در داخل و خارج از محل کار به آن متکی هستند، افزایش داده‌اند. با این حال، این پیاده‌سازی‌های فناوری در محل کار نگرانی‌های اخلاقی مختلفی ایجاد می‌کند و به نوبه خود نیاز به تجزیه و تحلیل بیشتر فناوری در سازمان‌ها است. در نتیجه این روند رو به رشد، زیرمجموعه ای از فنون اخلاقی معروف به فنون اخلاقی سازمانی برای پرداختن به این مسائل بوجود آمده‌است.

## مشارکت‌های کلیدی دانشمندان
مشارکت‌های اصلی علمی که اخلاق، فناوری و جامعه را به هم ربط می‌دهد در مواردی از کارهای ضروری یافت می‌شود:
- ضرورت مسئولیت: در جستجوی اخلاق برای عصر فناوری (هانس جوناس، ۱۹۷۹).
- دربارهٔ فناوری، پزشکی و اخلاق (هانس جوناس، ۱۹۸۵).
- دنیای واقعی فناوری (فرانکلین، ۱۹۹۰).
- اخلاق تفکر در فناوری: سخنرانی‌ها و مقالات هنباخ، ۱۹۹۵–۱۹۹۶ (میتچام، ۱۹۹۷).
- فناوری و زندگی خوب (هیگز، لایت و استرانگ، ۲۰۰۰).
- قرائت‌هایی در فلسفه فناوری (کاپلان، ۲۰۰۴).
- اخلاق و فناوری: مباحث اخلاقی در عصر فناوری اطلاعات و ارتباطات (تاوانی، ۲۰۰۴).

این توجه علمی وجود دارد که از توجه اخلاقی ناشی از تحولات فناوری کار و زندگی باعث می‌شود که تعدادی از زمینه‌های اصلی تحقیق فنی در قالب برنامه‌های تحقیقاتی مختلف (اخلاق رایانه ای، اخلاق مهندسی، کارهای فنی زیست‌محیطی، اخلاق بیوتکنولوژی) ایجاد شود.، اخلاق نانو، اخلاق فنی آموزشی، اخلاق اطلاعات و ارتباطات، اخلاق رسانه ای و اخلاق اینترنتی).

## برای مطالعهٔ بیشتر

### عمومی
- Hans Jonas (2003). "Toward a Philosophy of Technology" (PDF). Oxford: Blackwell Publishing. Archived from the original (PDF) on 9 August 2017. Retrieved 22 March 2021.
- کریستین شریدر-فریشه. (۲۰۰۳) «فناوری و اخلاق»، در فلسفه فناوری: شرایط فناوری، آکسفورد: انتشارات بلک ول.
- اوژن میرمن (۲۰۰۹) «The Will To Whatevs: راهنمای زندگی مدرن». هارپر چند ساله
- دانیل آ. والرو. (۲۰۰۷) «اخلاق زیست پزشکی برای مهندسان: اخلاق و تصمیم‌گیری در مهندسی زیست پزشکی و زیست سیستم». آمسردام: مطبوعات دانشگاهی.

### اخلاق، فناوری و مهندسی
- Fleddermann , CB (2011). اخلاق مهندسی. سالن Prentice. چاپ چهارم.
- Harris, CE, MS Pritchard, and MJ Rabins (2008). اخلاق مهندسی: مفاهیم و موارد . انتشارات وادزورث، چاپ چهارم.
- Hauser-Katenberg, G. ، WE Katenberg, and D. Norris (2003). «به سوی اقدام اخلاقی نوظهور و فرهنگ مهندسی» ، اخلاق علم و مهندسی، ۹، ۳۷۷–۳۸۷.
- Huesemann MH و JA Huesemann (2011). تکنوفیکس: چرا فناوری باعث نجات ما و محیط زیست نمی‌شود، فصل ۱۴، «علوم انتقادی و مسئولیت اجتماعی»، ناشران جامعه جدید.
- لیتون، ای. (۱۹۸۶) شورش مهندسین: مسئولیت اجتماعی و حرفه مهندسی آمریکا . انتشارات دانشگاه جان هاپکینز.
- مارتین، MW، و R. Schinzinger (2004). اخلاق در مهندسی. مک گرا هیل چاپ چهارم.
- پیترسون، م. (۲۰۱۷). اخلاق فناوری: تجزیه و تحلیل هندسی پنج اصل اخلاقی . انتشارات دانشگاه آکسفورد.
- میچام، سی. (۱۹۸۴) تفکر از طریق فناوری، مسیر بین مهندسی و فلسفه. شیکاگو: انتشارات دانشگاه شیکاگو.
- Van de Poel, I. ، and L. Royakkers (2011). اخلاق، فناوری و مهندسی: مقدمه ای. ویلی-بلک ول

### آموزش و فناوری
- مارگا، ا. (۲۰۰۴). «اصلاحات دانشگاهی در اروپا: برخی ملاحظات اخلاقی»، آموزش عالی در اروپا، ش. ۷۹، شماره ۳، صص. ۴۳۲–۸۲۰.

### مجلات
- مجله بین‌المللی فنون فنی
- مجله فناوری ، دانش و جامعه بایگانی‌شده  در ۴ مارس ۲۰۱۶ توسط Wayback Machine
- مجله اخلاق و ارزشهای مددکاری اجتماعی
- دائرlopالمعارف فلسفه استنفورد
- مجله اخلاق و فلسفه اجتماعی
- فلسفه و فناوری
- اخلاق و فناوری اطلاعات
- مجله نوآوری مسئولانه
- فناوری در جامعه
- ذهن و ماشین
- مجله اطلاعات ، ارتباطات و اخلاق در جامعه

### سازمان‌ها
- گروه اخلاق و علوم نوظهور
- دبلیو موریس مرکز اخلاق کاربردی
- سازمان آموزشی ، علمی و فرهنگی سازمان ملل متحد یونسکو
- مؤسسه اخلاق در هوش مصنوعی
- مؤسسه اخلاق و فناوری‌های نوظهور
- مؤسسه اخلاق در هوش مصنوعی
- دانشکده احمد الخباز و داوسون
- مورد آدام-سوارتز
- باقری، ا. (۲۰۱۱). تأثیر بیانیه یونسکو در اخلاق زیستی آسیا و جهانی. بررسی اخلاق زیستی آسیا، سال ششم. 3 (2)، ۵۲–۶۴.
- Bolter, JD, Grusin, R. ، & Grusin, RA (2000). اصلاح: درک رسانه‌های جدید. مطبوعات MIT.
- بورگمان، ا. (۱۹۸۴). فناوری و شخصیت زندگی معاصر: یک تحقیق فلسفی. شیکاگو: انتشارات دانشگاه شیکاگو.
- Coyne, R. ، ۱۹۹۵، طراحی فناوری اطلاعات در عصر پست مدرن: از روش به استعاره. کمبریج MA: مطبوعات MIT.
- Castells, M. (2000) ظهور جامعه شبکه. عصر اطلاعات: اقتصاد، جامعه و فرهنگ (جلد ۱). مالدن، انگلستان: بلک ول.
- بنیاد نوآوری کانادا: www.innovation.ca
- Puig de la Bellacasa, M. (2017). موارد مراقبت: اخلاق سوداگرانه در بیش از عوالم انسانی. مینیاپولیس: انتشارات دانشگاه مینه سوتا.
- دریفوس، HL، ۱۹۹۹، «گمنامی در مقابل تعهد: خطرات آموزش در اینترنت»، اخلاق و فناوری اطلاعات، ۱/۱، ص. ۱۵–۲۰، ۱۹۹۹
- گرت، برنارد. ۱۹۹۹، «اخلاق و محاسبات رایج»، اخلاق و فناوری اطلاعات، ۱/۱، ۵۷–۶۴.
- Fleddermann , CB (2011). اخلاق مهندسی. سالن Prentice. چاپ چهارم.
- Harris, CE, MS Pritchard, and MJ Rabins (2008). اخلاق مهندسی: مفاهیم و موارد . انتشارات وادزورث، چاپ چهارم.
- هایدگر، م. ۱۹۷۷، س Questionال مربوط به فناوری و سایر مقالات، نیویورک: کتابهای مشعل هارپر.
- Huesemann MH و JA Huesemann (2011). تکنوفیکس: چرا فناوری ما و محیط زیست را نجات نخواهد داد، فصل ۱۴، «علوم انتقادی و مسئولیت اجتماعی»، ناشران جامعه جدید ،شابک ‎۰۸۶۵۷۱۷۰۴۴، ۴۶۴ ص.
- Ihde , D. 1990، Technology and the Lifeworld: از باغ به زمین. بلومینگتون و ایندیانوپولیس: انتشارات دانشگاه ایندیانا.
- Jonas, H. (1979) ضرورت مسئولیت: در جستجوی اخلاق برای عصر فناوری، شیکاگو: انتشارات دانشگاه شیکاگو.
- Jonas, H. (1985) در مورد فناوری، پزشکی و اخلاق. شیکاگو: انتشارات دانشگاه شیکاگو.
- لویناس، ای. ۱۹۹۱، غیر از بودن یا فراتر از ذات، دوردرخت: ناشران آکادمیک کلوور.
- Luppicini , R. ، (۲۰۰۸). حوزه نوظهور فناوری اخلاق. در R. Luppicini و R. Adell (ویراستاران)) کتاب راهنمای تحقیق در مورد فنون اخلاقی (ص. ۴۹–۵۱). هرشی: انتشارات گروه ایده.
- Luppicini , R. ، (۲۰۱۰). فنون اخلاقی و جامعه دانش در حال تحول: مباحث اخلاقی در طراحی، تحقیق، توسعه و نوآوری فناوری. هرشی، پنسیلوانیا: IGI Global.
- مارتین، MW، و R. Schinzinger (2004). اخلاق در مهندسی. مک گرا هیل چاپ چهارم.
- میچام، سی. (۱۹۹۴) تفکر از طریق فناوری. انتشارات دانشگاه شیکاگو.
- میچام، سی. (۱۹۹۷) اخلاق تفکر در فناوری: سخنرانی‌ها و مقالات هنباخ، 1995-1996. Golden, CO: مطبوعات معدن کلرادو.
- میچام، سی. (۲۰۰۵) دائرالمعارف علم، فناوری و اخلاق. دیترویت: مرجع Macmillan.
- سالینز، ج. (2010). RoboWarfare: آیا روبات‌ها می‌توانند در میدان جنگ از اخلاق بیشتری برخوردار شوند. مجله اخلاق و فناوری اطلاعات، سال ششم. ۱2 (3)، ۲۶۳–۲۷۵.
- توانانی، اچ تی (۲۰۰۴). اخلاق و فناوری: مباحث اخلاقی در عصر فناوری اطلاعات و ارتباطات. هوبوکن، نیوجرسی: جان ویلی و پسران.
- Turkle , S. 1996، «زندگی موازی: کار بر روی هویت در فضای مجازی». در D. Grodin & TR Lindlof، (ویراستاران))، ساختن نفس در جهانی با واسطه، لندن: سیج، ۱۵۶–۱۷۵.
- Van de Poel, I. ، and L. Royakkers (2011). اخلاق، فناوری و مهندسی: مقدمه ای. ویلی-بلک ول
- Ward, S.; Wasserman, T. (2010). "Towards and open ethics: implications of new media platforms for global ethics discourse". Journal of Mass Media Ethics. 25 (4): 275–292. doi:10.1080/08900523.2010.512825.

### دیگر
- معضلات اخلاقی در فناوری اطلاعات: مجموعه سناریو
- شهروند فناوری بایگانی‌شده  در ۲۴ دسامبر ۲۰۲۰ توسط Wayback Machine
- Bill C-32 کانادا: حق نسخه برداری که می‌تواند خلاقیت را خفه کند